# Lasioglossum quebecense
Lasioglossum quebecense là một loài Hymenoptera trong họ Halictidae. Loài này được Crawford mô tả khoa học năm 1907.

## Hình ảnh

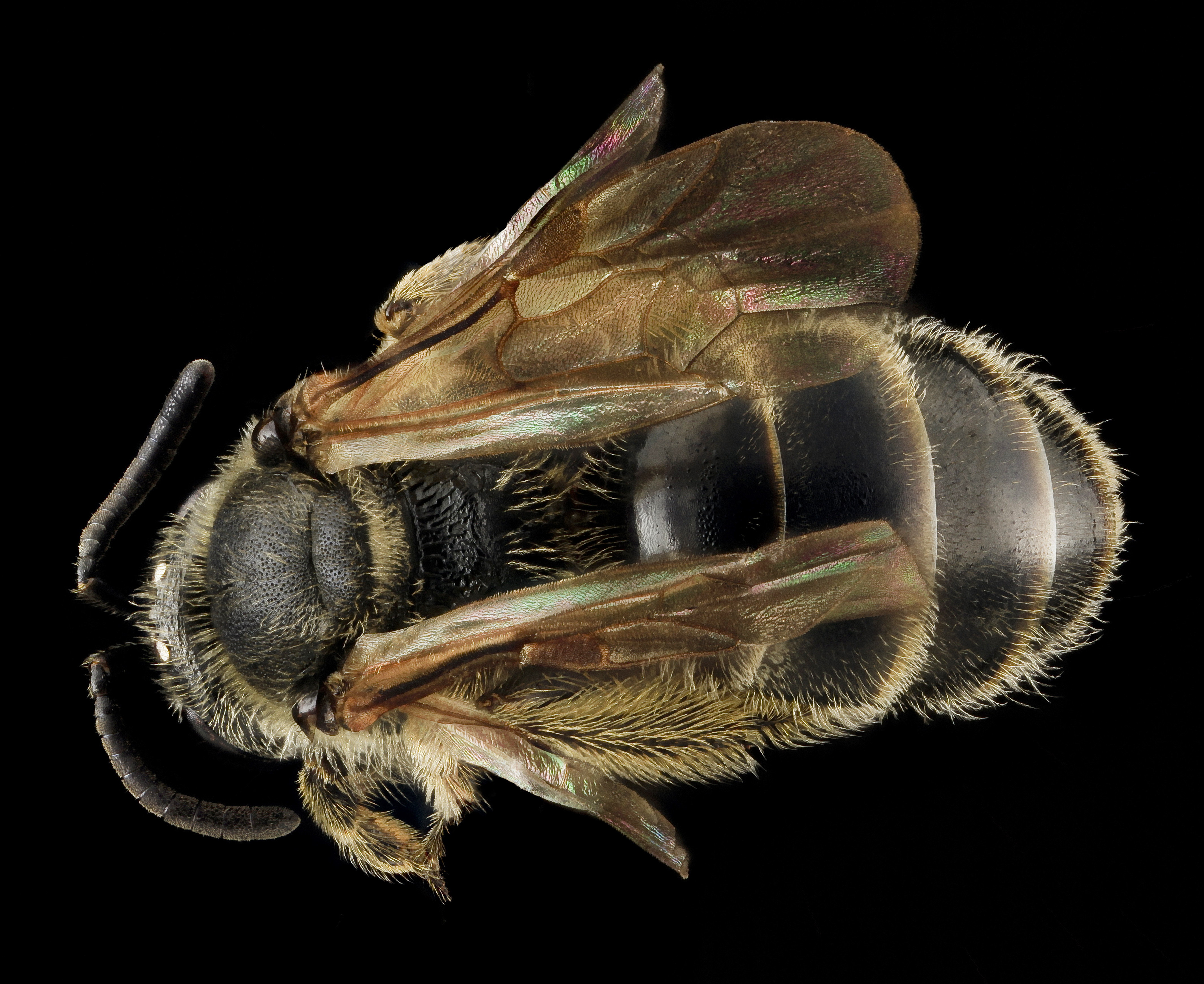